# Labeobarbus leleupanus
Labeobarbus leleupanus é uma espécie de peixe actinopterígeo da família Cyprinidae.
Apenas pode ser encontrada no Burundi.
Os seus habitats naturais são: rios, lagos de água doce e deltas interiores.